# Anekantavada

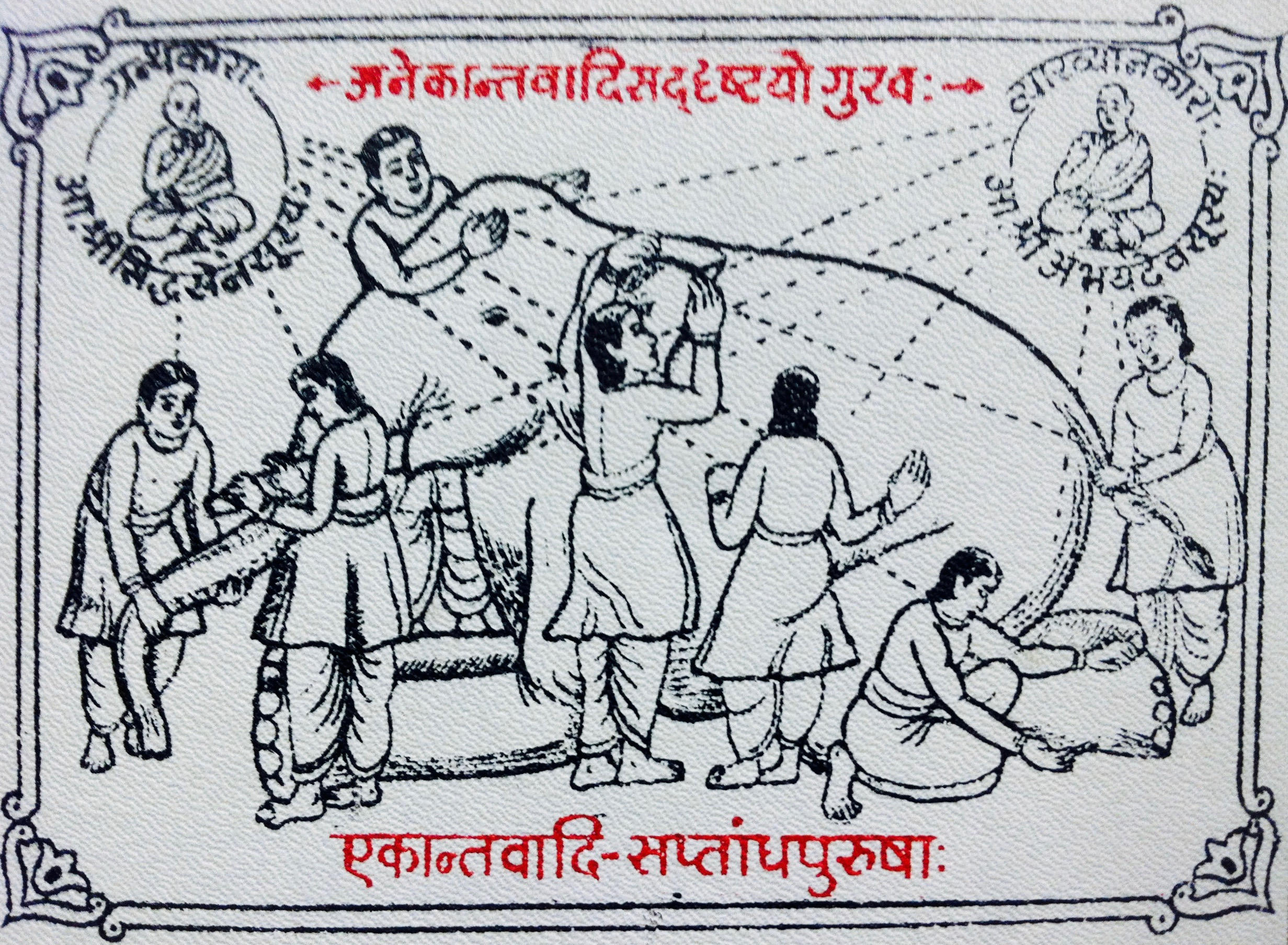
La parabole des « aveugles et de l’éléphant », couramment utilisée dans le jaïnisme pour illustrer l’anekāntavāda (non-unilatéralité des points de vue).

Anekāntavāda (en sanskrit IAST ; devanāgarī : अनेकान्तवाद) est l'une des plus importantes et fondamentales doctrines du jaïnisme. Elle provient du Tattvartha Sutra. Sa traduction pourrait être : « réalité relative » ; son équivalent, dans la philosophie grecque, est le scepticisme. Elle se réfère à deux doctrines :
- les points de vue multiples : le nayavada ;
- la relativité des objets et des êtres dans le temps et l'espace : le syadvada.

L'Anekāntavāda s'inscrit dans la création d'un système philosophique plusieurs siècles avant notre ère. La réalité comporte une multitude d'aspects et elle n'est jamais décrite dans un état d'omniscience, sauf par ceux qui ont transmis cette doctrine, les Tirthankaras ou Maîtres éveillés qui avaient atteint l'état d'omniscience : le Kevala Jnana. La formulation des points de vue différents — les nayavada — se nomme : sapta-bhangi-naya.

## Étymologie
L’Anekāntavāda signifie littéralement : « doctrine de la multiplicité des points de vue » ; le terme d' Anekāntavāda est traduit par les érudits comme la doctrine de la « multiversité »,, « non-unilatérité »,  ou « aux angles nombreux ».. Les premiers enseignements complets de la doctrine Anekāntavāda se trouve dans le Tattvartha Sutra de l'Acharya Umasvami (en).

## Une fable
La parabole des « aveugles et de l’éléphant », rendue célèbre par le poète américain John Godfrey Saxe au milieu du XIXe siècle, trouve son origine dans le jaïnisme :

« Six hommes d'Inde, très enclins à parfaire leurs connaissances, allèrent voir un éléphant — bien que tous fussent aveugles — afin que chacun, en l'observant, puisse satisfaire sa curiosité. Le premier s'approcha de l'éléphant et perdant pied, alla buter contre son flanc large et robuste. Il s'exclama aussitôt : « Mon Dieu ! Mais l'éléphant ressemble beaucoup à un mur ! » Le second, palpant une défense, s'écria : « Oh ! qu'est-ce que cet objet si rond, si lisse et si pointu ? Il ne fait aucun doute que cet éléphant extraordinaire ressemble beaucoup à une lance ! » Le troisième s'avança vers l'éléphant et, saisissant par inadvertance la trompe qui se tortillait, s'écria sans hésitation : « Je vois que l'éléphant ressemble beaucoup à un serpent ! » Le quatrième, de sa main fébrile, se mit à palper le genou. « De toute évidence, dit-il, cet animal fabuleux ressemble à un arbre ! » Le cinquième toucha par hasard l'oreille et dit : « Même le plus aveugle des hommes peut dire à quoi ressemble le plus l'éléphant ; nul ne peut me prouver le contraire : ce magnifique éléphant ressemble à un éventail ! » Le sixième commençait tout juste à tâter l'animal, lorsque la queue qui se balançait lui tomba dans la main. « Je vois, dit-il, que l'éléphant ressemble beaucoup à une corde ! » Ainsi, ces hommes d'Inde discutèrent longuement, chacun faisant valoir son opinion avec force et fermeté. Même si chacun avait partiellement raison, tous étaient dans l'erreur. »

Elle est fréquemment utilisée en Inde pour illustrer l'Anekāntavāda et fait partie des ressources pédagogiques dans le jaïnisme moderne.

## Les concepts
Le but de la recherche philosophique étant d'appréhender la réalité, les philosophes jaïns estiment que cette appréhension ne peut être faite en formulant uniquement des déclarations simplistes et catégoriques. La réalité étant complexe, aucune affirmation simple ne peut l'exprimer totalement. C'est la raison pour laquelle le mot syat, la troisième personne du singulier de l'optatif (l'équivalent du subjonctif en sanscrit) du verbe as (être) est ajouté, par les philosophes jaïns, aux différentes affirmations la concernant. Le mot syat, « soit » en français, se traduit normalement par les anglophones (dont la langue a effectivement perdu le mode subjonctif) comme « peut-être », « par certains côtés », une traduction qui se retrouve, par conséquent, en français aussi, et qui correspond assez bien, en contexte, au sens de l'original. À noter que le t final en sanscrit se convertit en d devant une voyelle ou une consonne sonore, et en n devant une consonne nasale.  
Ces philosophes formulent sept propositions, sans la moindre affirmation absolue concernant la réalité, en les faisant précéder toutes du mot syat. Cela veut dire qu'une affirmation est toujours nuancée, qu'elle doit être entendue comme relative, approchée, formulée d'un certain point de vue, sous certaines réserves, et qu'elle ne saurait, en aucune façon, être considérée comme catégorique.
Lorsque l'on décrit une chose, on peut le faire sur la base du sapta-bhangi-naya qui est la formulation du concept des points de vue multiples ou nayavada. Ainsi sept affirmations ou propositions, qui paraissent contradictoires, peuvent être faites en parlant de la même substance. L'adepte peut dire :  
- « par certains côtés, c'est » : cette affirmation est le syād-asti ;
- « par certains côtés, ce n'est pas » : cette négation est le syān-nāsti ;
- « par certains côtés, c'est, et ce n'est pas » : cette affirmation et cette négation sont le syād-asti-nāsti ;
- « par certains côtés, c'est indescriptible » : ce résumé est le syād-avaktavya ;
- « par certains côtés, c'est, et c'est indescriptible » : une combinaison de deux propositions précédentes, appelée le syād-asti-avaktavya ;
- « par certains côtés, ce n'est pas, et c'est indescriptible » : une autre combinaison, le syān-nāsti avaktavya ;
- « par certains côtés, c'est, et ce n'est pas, et c'est indescriptible » : une combinaison des trois propositions précédentes, le syād-asti-nâsti avaktavya.

Ces diverses propositions peuvent être comprises au moyen d'un exemple : un homme est le père, n'est pas le père, et est les deux, sont des énoncés parfaitement intelligibles, si l'on comprend le point de vue à partir duquel ils sont exprimés. Par rapport à un certain garçon, cet homme est le père ; par rapport à un autre garçon, il n'est pas le père ; et par rapport aux deux, pris ensemble, il est le père et il n'est pas le père. Comme les deux idées ne peuvent s'exprimer par des mots en même temps, on peut dire qu'il est indescriptible, etc.
Ces sept propositions peuvent être exprimées à propos de la nature de la Terre, de l'identité et de la différence, etc. et de n'importe quel objet réel ou conceptuel. Les philosophes jaïns estiment que ces sept façons d'affirmer donnent, ensemble, une description adéquate de la réalité.
L'anekāntavāda vise à coordonner, à harmoniser et à synthétiser les points de vue individuels dans un énoncé d'ensemble : comme la musique, il mêle les notes discordantes pour réaliser une parfaite harmonie dans un but d'éclairer l'esprit du croyant vers ce qui est véritable. Le croyant doit ainsi adopter une attitude où la tolérance prévaut.
Cette doctrine n'a pas un simple intérêt spéculatif et philosophique, elle a pour but de résoudre les problèmes ontologiques et a une influence sur la vie psychologique de l'homme. Elle donne au philosophe un cosmopolitisme de pensée, en le convainquant que la vérité n'est le monopole de personne. Elle vise à abattre les barrières des religions sectaires et à répandre l'esprit de tolérance qui va parfaitement de pair avec l'ahimsâ (la non-violence) que le jaïnisme prêche depuis des millénaires.
La quintessence de cette doctrine, fort éloignée de la terminologie scolastique, c'est qu'en matière d'expérience il est impossible de formuler la vérité totale, et qu'en matière de transcendance de l'expérience le langage est insuffisant — sauf pour ce qui touche au spirituel avec le jiva, le karma et la Vérité appelée Tattva. Il y a ce qui est dans l'univers humain, et ce qui est important pour la vie humaine : la recherche spirituelle de l'illumination : le moksha, que tout adepte doit entreprendre en suivant les Mahavratas.